# Alebroides salicis
Alebroides salicis är en insektsart som först beskrevs av Vilbaste 1968.  Alebroides salicis ingår i släktet Alebroides och familjen dvärgstritar. Inga underarter finns listade i Catalogue of Life.